# Beatriz de Bobadilla y Ossorio
Beatriz de Bobadilla y Ossorio (listopad 1462 – prosinec 1501; též Beatriz de Bobadilla y Ulloa, přezdívaná la Cazadora – „Lovkyně“) byla španělská šlechtična a po smrti svého manžela vládkyně dvou Kanárských ostrovů La Gomery a El Hierra.

## Původ
Beatriz de Bobadilla y Ossorio se narodila v listopadu roku 1462 v Medině del Campo jako dcera Juana de Bobadilla, správce Mediny del Campo, korigidora Madridu, služebníka krále Jindřicha IV. Kastilského a Leonory Álvarez de Vadillo, osobní číšnice královny Eleonory z Alburquerque. Zároveň byla sestřenicí Kryštofa de Bobadilla a Juana de Ulloa a neteří markýzy z Moyi Beatriz de Babodilla, která byla přítelkyní královny Isabely Kastilské.

## Život
Narodila se v listopadu roku 1462 v Medině del Campo.
V roce 1482 se vdala za hraběte Hernána Perazou, pána ostrovů La Gomera a El Hierro, syna správce Kanárských ostrovů Dieaga de Herrera a jeho ženy Inés de Peraza. Tato svatba byla jednou z podmínek, které musel Hernán splnit, aby získal královské odpuštění za podílení se na vraždě kapitána a dobyvatele Juana Rejóna. Z tohoto manželství se narodily dvě děti: syn Guillén Peraza de Ayala a dcera Inés de Herrera de Ayala.
Hernán byl zavražděn svými vazaly už po šesti letech manželství. Po jeho smrti došlo v roce 1488 k povstání Gomerů. Během nepokojů požádala Beatriz o pomoc guvernéra Kanárských ostrovů Pedra de Vera. Ten připlul na ostrov se čtyřmi sty muži a povstání potlačil. Pak ustanovil malého Guilléna novým správcem ostrova La Gomera a ostrova El Hierro, které předtím spadaly pod správu jeho otce, a Beatriz se stala regentkou. Pedro de Vega s ní vedl proces, během kterého byla většina povstalců vyhnána či zotročena a Hernánovi vrazi pověšeni. Prodej povstalců do otroctví se nelíbil biskupovi Fray Miguelovi Lopézovi de la Serna a tak podal o situaci zprávu králi. Záhy byl v reakci na to zahájen proces proti Pedrovi de Vera a proti Beatriz de Babodilla y Ulloa, během kterého byli odsouzeni k odevzdání peněz získaných prodejem povstalců do otroctví do státní kasy.
Po splacení pokut Beatriz de Bobadilla y Ossorio musela vést sama další soudní proces, tentokrát proti své tchyni a svému švagrovi, kteří se pokoušeli zbavit ji pozice správkyně a vyřadit z nástupnictví jejího syna.
Beatriz se znovu se provdala v roce 1498 za guvernéra La Palmy a Tenerife Alonsa Fernándeze de Lugo, kterého finančně podporovala o něco dříve při dobývání ostrova Tenerife.
Kolovaly o ní řeči, že měla milostný poměr s Kryštofem Kolumbem, kterého doporučila jako velitele výpravy pátrající po nové cestě do Indie, a se šlechticem Calatravou Rodrigem Tellézem Gironem. Mezi další její údajné milence patřil aragonský král Ferdinandem II. 
Zemřela v prosince roku 1501 v Medině del Campo.

## Kolumbus
Kryštof Kolumbus učinil La Gomeru svou poslední zastávkou před přeplutím Atlantiku v roce 1492. Plánoval zastavit se na La Gomeře na čtyři dny, aby doplnil zásoby jídla a vody, nakonec ale strávil na ostrově měsíc. Hraběnka Beatriz de Babodilla y Ossorio, která ho doporučila jakožto velitele výpravy, mu poskytla zásobovací podporu a dala mu řízky cukrové třtiny, které se staly prvními rostlinami zasazenými Evropany v Novém světě.